# Christella papilio
Christella papilio là một loài dương xỉ trong họ Thelypteridaceae. Loài này được C. Hope K. Iwats. mô tả khoa học đầu tiên năm 1965.